# Indore
Indore er en by i Indien. Byen ligger i delstaten Madhya Pradesh. Indore er den største by i delstaten og har 1.994.397(2011) indbyggere. Byen er dermed blandt verdens 150 største byer. Indore har en del bomuldsindustri, cementindustri og papirindustri. Byen har mange flotte paladser. Indore blev grundlagt i 1700-tallet af officer Malhar Rao Holkar. Byen var hovedstad i fyrstendømmet Indore fra 1818—1948. I 1818 kom byen under britisk kontrol.